# Aymeric Picaud

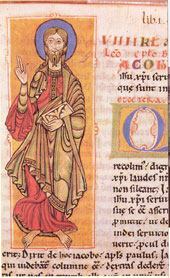
Pagina uit de Codex Calixtinus waaraan Picaud heeft bijgedragen.
Afgebeeld is Sint Jacob

Aymeric Picaud was Frans geleerde, monnik en pelgrim uit Parthenay-le-Vieux in Poitou, die leefde in de 12e eeuw. Hij werd bekend als auteur van de Codex Calixtinus, een geïllustreerd manuscript dat achtergrondinformatie aan pelgrims geeft die naar het bedevaartsoord Santiago de Compostella reizen. De Codex Calixtinus is feitelijk een van de eerste toeristische gidsen.

## Baskischeteksten
Onder wetenschappers die het Baskisch bestuderen geldt het werk van Picaud als belangrijk, omdat diens verslagen van zijn reis naar Santiago de Compostella rond 1140 een aantal van de vroegste Baskische woorden en zinsneden bevat sinds de post-romaanse tijd. Termen die Picaud optekende zijn onder andere:
- andrea 'dame (van het huis)' (modern: andre)
- Andrea Maria, vertaald: 'moeder van God'
- aragui 'vlees' (modern: haragi)
- araign 'vis' (modern: arrain)
- ardum 'wijn', verondersteld een nasale variant te zijn van aɾdũ (modern: ardo, van het oudere ardano)
- aucona 'pijl' (modern: azkona)
- belaterra 'de priester' (modern: beretter 'sacristan')
- echea 'het huis' (modern: etxea)
- elicera 'naar de kerk' (modern: elizara)
- ereguia 'de koning' (modern: erregea)
- gari 'graan, zaad'
- iaona 'de meester, heer' (modern: jauna)
- Iaona domne Iacue 'Sint Jacob' (modern: Jauna Done Iakue)
- ogui 'brood'
- Urcia, gebruikt als naam voor 'God' door Picaud (modern: Urtzi)
- uric 'water' (modern: urik)

1. ↑  Larry Trask - The History of Basque Routledge: 1997 ISBN 0-415-13116-2